# 淺黑下美鮨
淺黑下美鮨，為輻鰭魚綱鱸形目鱸亞目鮨科的其中一種，被IUCN列為極危保育類動物，分布於西大西洋區，從美國麻州至巴西聖保羅海域，棲息深度可達55-525公尺，體長可達230公分，棲息在岩石底質海域，為底棲性魚類，屬肉食性，以魚類、甲殼類等為食，可做為食用魚及遊釣魚。

## 擴展閱讀
- 淺黑下美鮨的图片